# Helgoland (Schiff, 2014)
Die Helgoland ist ein Patrouillenboot der Wasserschutzpolizei der Polizei Schleswig-Holstein und gehört zur Klasse Fassmer FPB 34. Heimathafen ist Büsum, das zum Revier Brunsbüttel gehört. Das Schiff wurde für 7,4 Millionen Euro gebaut und am 5. November 2014 von der schleswig-holsteinischen Finanzministerin Monika Heinold getauft. Es ersetzte ein gleichnamiges Vorgängerboot, das seit 1973 im Einsatz war. Das Boot ist nach der Nordseeinsel Helgoland benannt.